# Santa Monica (Nápoly)
A Santa Monica egy reneszánsz templom Nápoly történelmi központjában, amelyet Ruggero Sanseverino síremléke (Andrea da Firenze alkotása) fölé építettek, a 15. században.